# Cuba en el Campeonato Mundial de Atletismo de 2013
Cuba participó en el Campeonato Mundial de Atletismo de 2013 con una delegación de 25 atletas. Dieciséis compitieron en los eventos masculinos y nueve en los femeninos.

## Bajas
El equipo cubano se presentó con un grupo de atletas cuyo promedio de edad rondaba los 25 años. Fueron diez los que repitieron la participación en el campeonato con respecto a la edición del 2011. Entre las bajas resaltaban Yoandri Betanzos, Alexis Copello, Arnie David Giralt, y Dayron Robles, por los hombres; y entre las mujeres Yargelis Savigne, que se retiró de las competiciones atléticas.

## Medallistas
Con veinte años de edad, Pedro Pichardo se consagró como el más joven ganador de medallas del evento. Además, con su medalla de plata en el triple salto obtuvo el mejor resultado de toda la delegación cubana. Las otras medallistas fueron Yarelis Barrios y Yarisley Silva, cada una con la presea de bronce en el lanzamiento de disco y el salto con pértiga respectivamente. 

## Lista de atletas y resultados individuales
| Atleta                   | Prueba                  | Resultado |
| Hombres                  | Hombres                 | Hombres |
| ------------------------ | ----------------------- | --- |
| Raydel Acea              | 4 x 400 m               | Ronda preliminar: 17° puesto de la clasificación general (3:04,26).                                                              |
| Lázaro Borges            | Salto con pértiga       | Ronda preliminar: 21° en la clasificación general (5,40 m).                                                                      |
| Omar Cisneros            | 400 m vallas 4 x 400 m  | 400 m vallas: Final, 4° puesto (48,12 s).                                                                                        |
| Jorge Yedian Fernández   | Lanzamiento de disco    | Final: 10° puesto (62,88 m). |
| Andy González            | 800 m                   | Ronda previa a semifinales: 16° en la clasificación general (1:46,80).                                                           |
| Roberto Janet            | Lanzamiento de martillo | Ronda preliminar: 23º en la clasificación general (71,73 m).                                                                     |
| Yoandis Lescay           | 400 m 4 x 400 m         | 400 m: Ronda previa a semifinales: Descalificado; 4 x 400 m: Ronda preliminar: 17° puesto de la clasificación general (3:04,26). |
| Guillermo Martínez López | Lanzamiento de jabalina | Ronda preliminar: 16° puesto en la clasificación general (79,67 m).                                                              |
| Ignacio Morales          | 110 m vallas            | Ronda previa a semifinales: 20° puesto en la clasificación general (13,59 s).                                                    |
| Orlando Ortega           | 110 m vallas            | Ronda previa a semifinales: 25° en la clasificación general (13,69 s).                                                           |
| Osmaidel Pellicier       | 4 x 400 m               | Ronda preliminar: 17° puesto de la clasificación general (3:04,26).                                                              |
| Pedro Pichardo           | Triple salto            | Medalla de plata (17,68 m). |
| Ernesto Revé             | Triple salto            | — |
| Orestes Rodríguez        | 4 x 400 m               | Ronda preliminar: 17° puesto de la clasificación general (3:04,26).                                                              |
| Noel Ruiz                | 4 x 400 m               | — |
| Leonel Suárez            | Decatlón                | 10° puesto (8317 pts.). |
| Mujeres                  |                         | |
| Rose Mary Almanza        | 800 m                   | Semifinales: 11° puesto en la clasificación general (2:00,98).                                                                   |
| Yarelis Barrios          | Lanzamiento de disco    | Medalla de bronce: (64,96 m). |
| Denia Caballero          | Lanzamiento de disco    | Final: 8° puesto (62,80 m). |
| Mabel Gay                | Triple salto            | Final: 5° puesto (14,45 m). |
| Yaniuvis López           | Lanzamiento de peso     | Ronda preliminar: 25ª en la clasificación general (16,82 m).                                                                     |
| Yipsi Moreno             | Lanzamiento de martillo | Final: 6° puesto en la clasificación general (74,16 m).                                                                          |
| Yaimé Pérez              | Lanzamiento de disco    | Final: 11º puesto (62,39 m). |
| Yorgelis Rodríguez       | Heptatlón               | 12° puesto (6148 pts.). |
| Yarisley Silva           | Salto con pértiga       | Medalla de bronce (4,82 m). |